# Ряст Маршалла
Ряст Маршалла  (Corydalis marschalliana) — вид трав'янистих рослин підродини руткових (Fumarioideae).
Синонім (в якості підвиду рясту порожнистого): Corydalis cava subsp. marschalliana (Pall. ex Willd.) Hayek.

## Опис
Багаторічна трав'яниста рослина до 40(50) см заввишки. 
Бульба здебільшого куляста, спочатку щільна, потім порожниста. Стебло  прямостояче, у верхній частині з 2 листками. Листки зелені, широкі, двічі трійчасто-розсічені, з довгасто-еліптичними або оберненояйцеподібними сегментами, з яких середній здебільшого суцільний, бокові ж частіш двороздільні.
Суцвіття — циліндрична китиця з блідо-жовтими або бруднувато-білими квітками. Приквітки суцільні, зелені, довгасто-еліптичні або яйцеподібні, гострі, в 2—3 рази довші за квітконіжку. Чашолистки помітні, до 0,7 мм завдовжки, плівчасті, зубчасті. Віночок 22— 25 мм завдовжки, верхня пелюстка з великою виїмкою на верхівці, нижня з малопомітним горбочком біля основи; шпорка досить широка, тупа, пряма, на верхівці трохи донизу зігнута. Тичинок дві, маточка з нитчастим стовпчиком і головчастою приймочкою. Зав'язь верхня.
Плід — стручкоподібна двостулкова коробочка, відхилена або звисла, еліптично-довгаста, гостра, 15—20 мм завд. з довгим стовпчиком. Насінина чорна, блискуча, з плівчастим, стрічкоподібним, притиснутим придатком, З мм діаметром.

## Життєвий цикл
Цвіте в другій половині березня — на початку квітня. Запилення здійснюється комахами (ентомогамія), поширення діаспор — переважно мурахами (мірмекохорія).

## Поширення
Ареал охоплює Південно-Східну Європу, Балкани, Малу Азію, Іран.
В Україні поширений у Лісостепу, степу, Гірському Криму; на Правобережній Україні рідше.

## Екологія

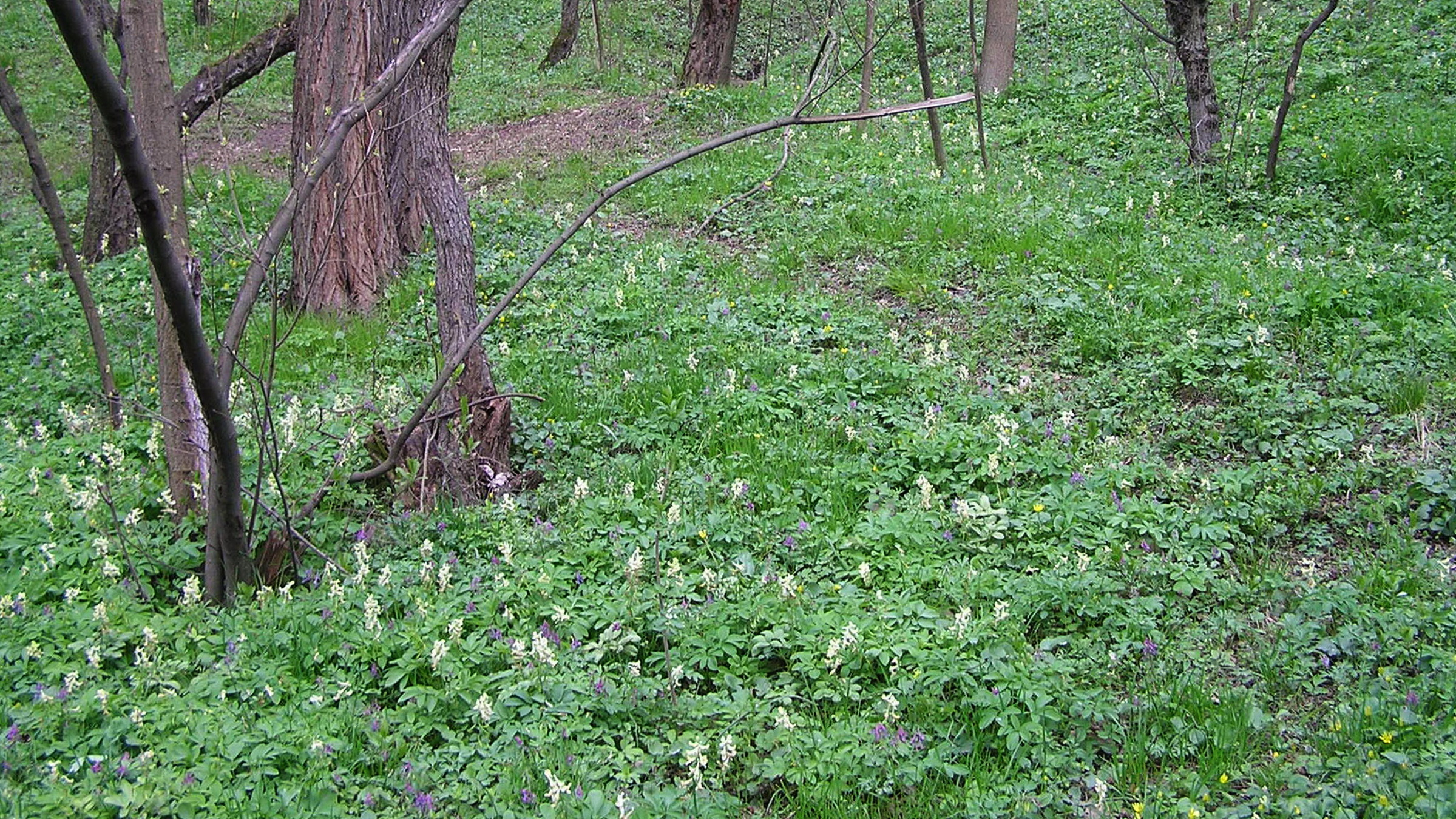
Ценопопуляція рясту Маршалла. Національний заповідник «Хортиця»

Ряст Маршалла — бульбистий пучкокореневий геофіт, за сезонним життєвим циклом належить до ранньовесняних ефемероїдів.
За температурними адаптаціями рослина належить до мегатермів (походить з субтропічного кліматичного поясу), тому менш стійка до весняних приморозків, ніж інші рясти України. Відносно світлолюбна, але здатна витримувати помірне затінення (геліосціофіт). Вимоглива до умов зволоження (мезофіт) та плодючості ґрунтів (мегатроф).
Є типовим мешканцем лісових ландшафтів (сильвант). В межах ареалу та в Україні зростає в листяних лісах і чагарниках.
В умовах Середнього Придніпров'я спорадично зустрічається в розріджених байрачних лісах і чагарниках, іноді утворюючи багаточисельні локальні ценопопуляції (о. Хортиця).

## Охорона
В Україні вид перебуває під охороною — включено до офіційних переліків регіонально рідкісних видів рослин Дніпропетровської Донецької, Запорізької, Київської, Кіровоградської, Луганської, Одеської, Полтавської, Сумської, Харківської і Чернігівської областей.
Негативні чинники: зведення лісів, надмірна рекреація, збір на букети і для висадки на присадибних ділянках. Заходи охорони: збереження лісів, заповідання місць зростання виду.
Охороняється в Канівському природному заповіднику, Національному заповіднику «Хортиця», ряді природних заповідників Гірського Криму.

## Практичне значення
Декоративна, лікарська, отруйна (у бульбах містяться отруйні алкалоїди) рослина.

## Галерея

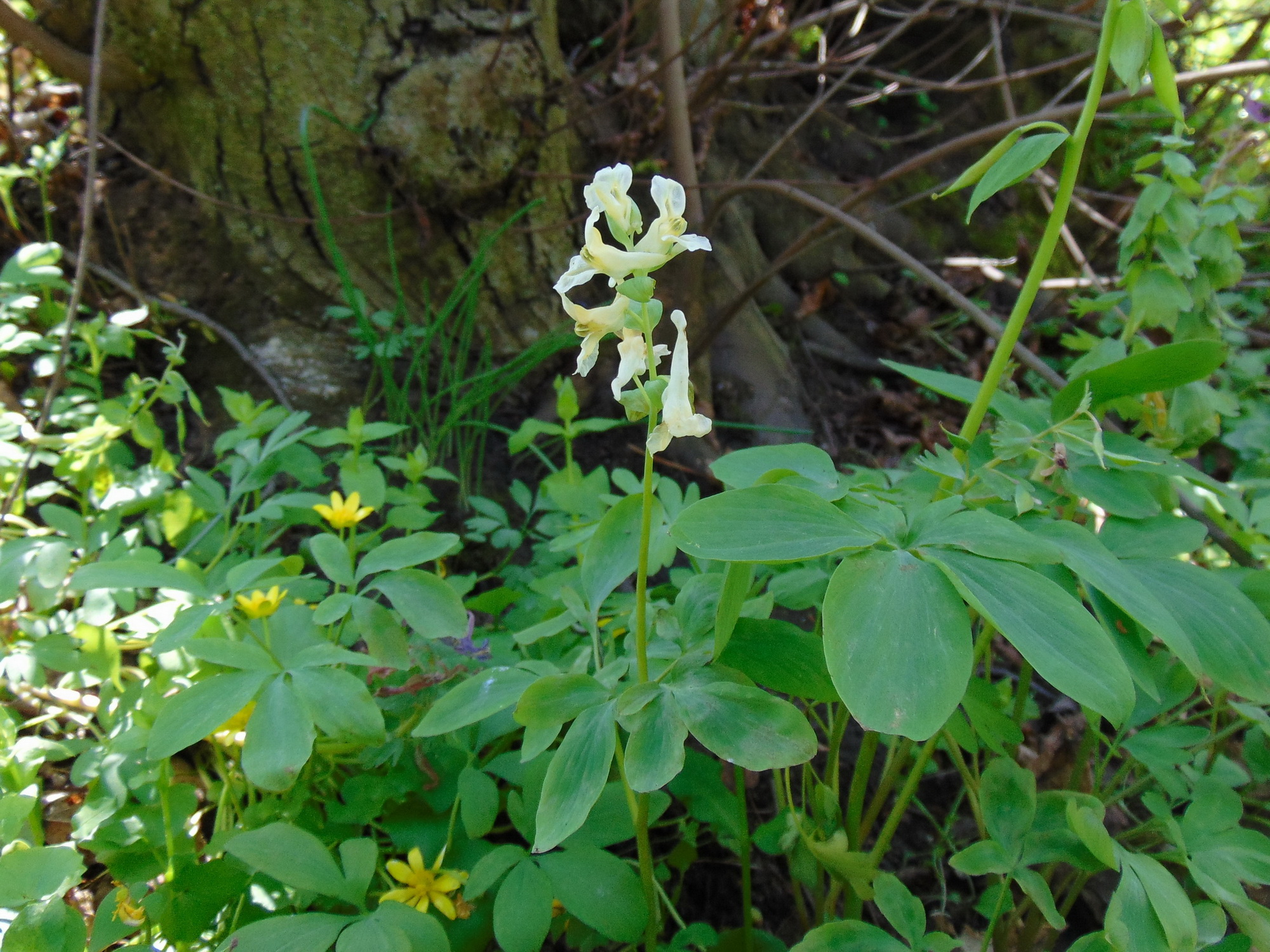
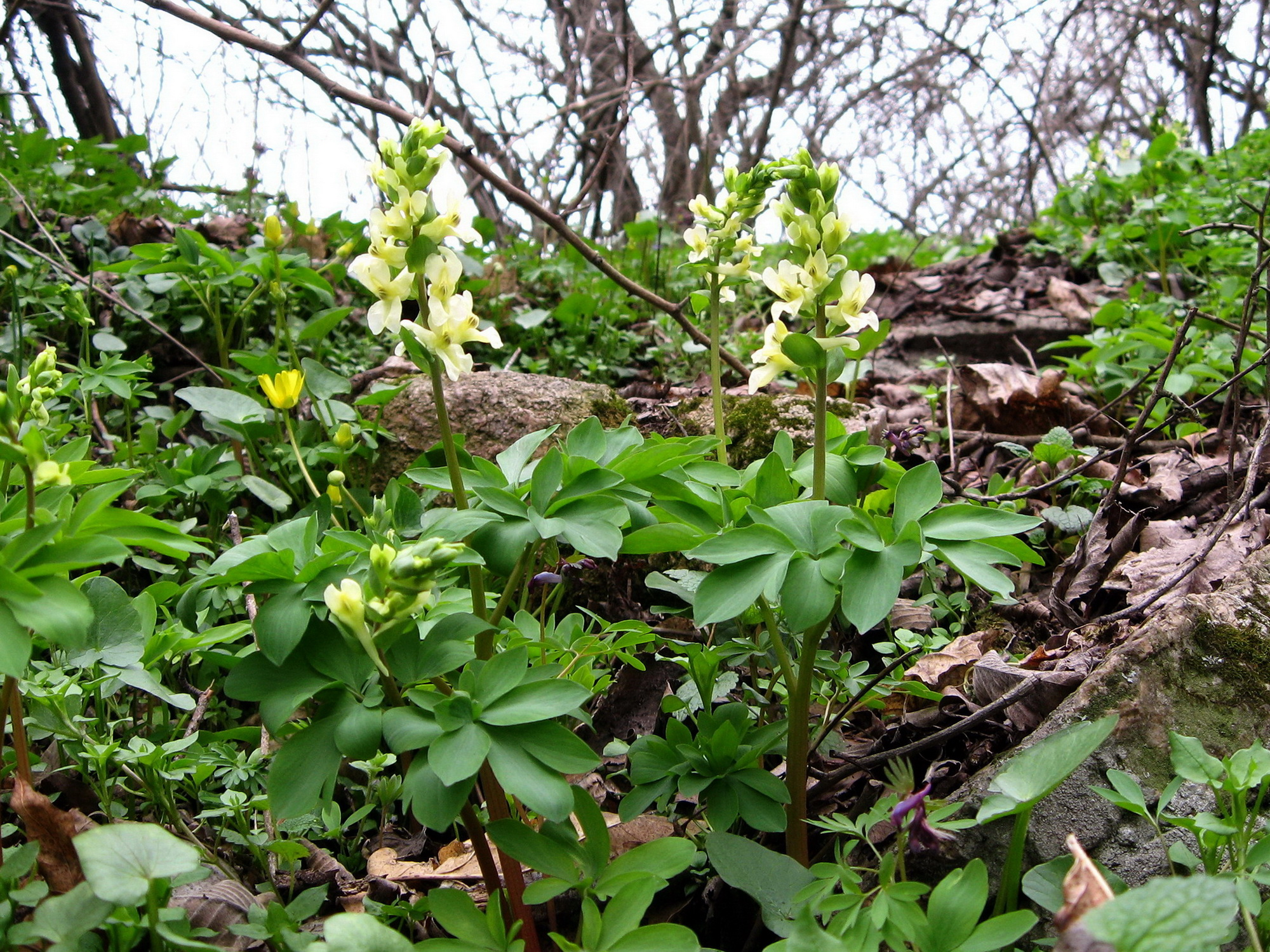
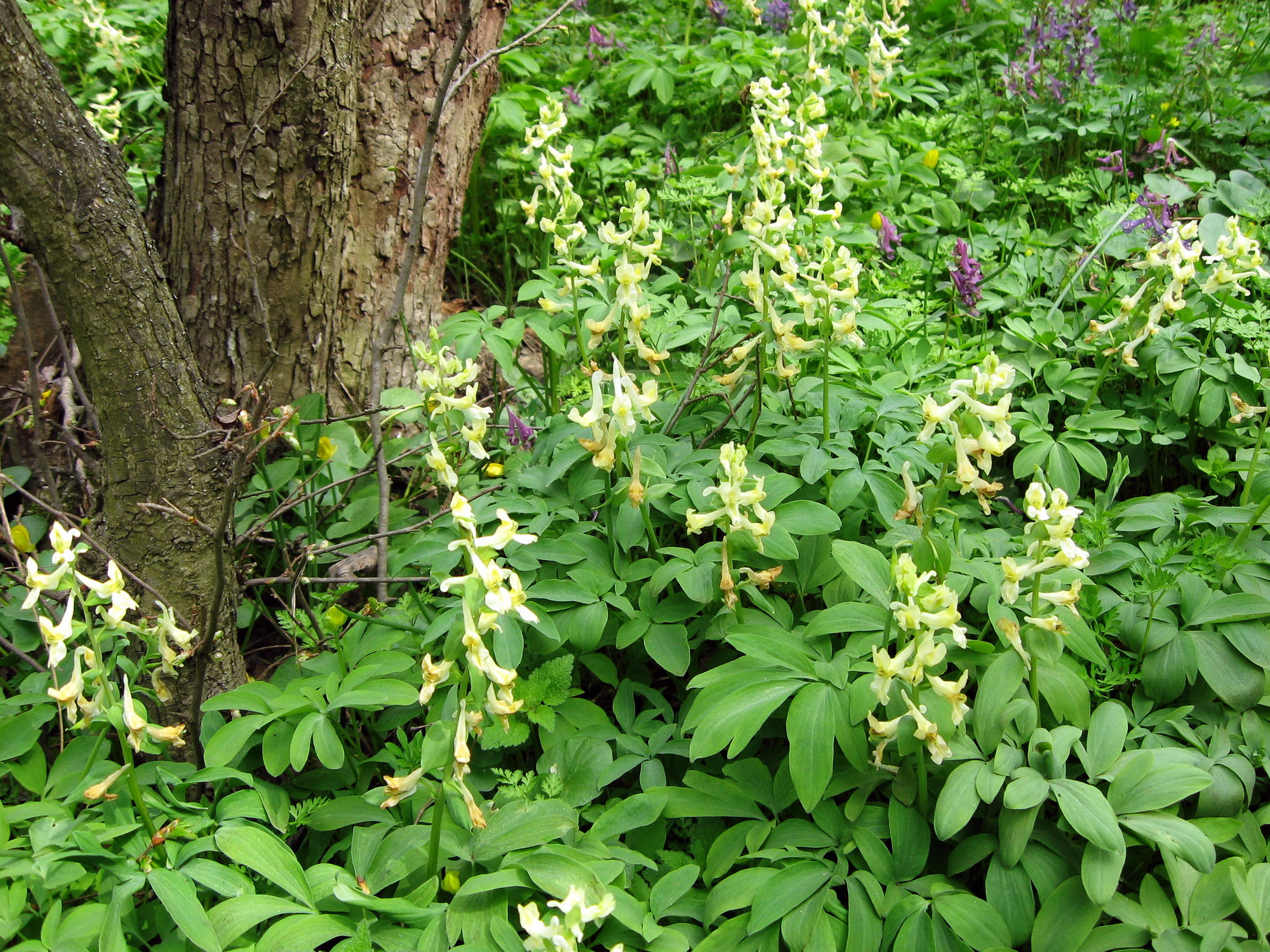
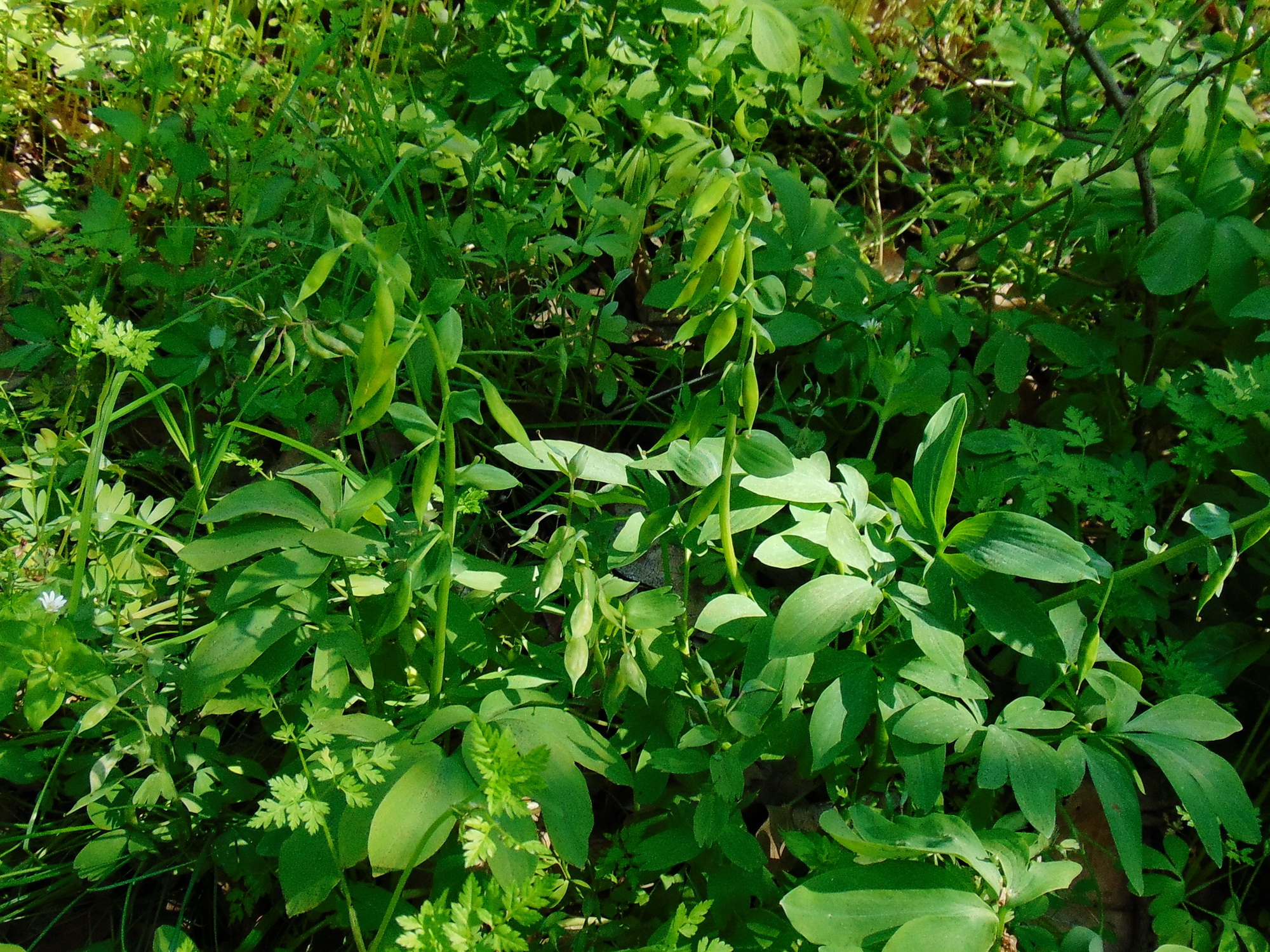
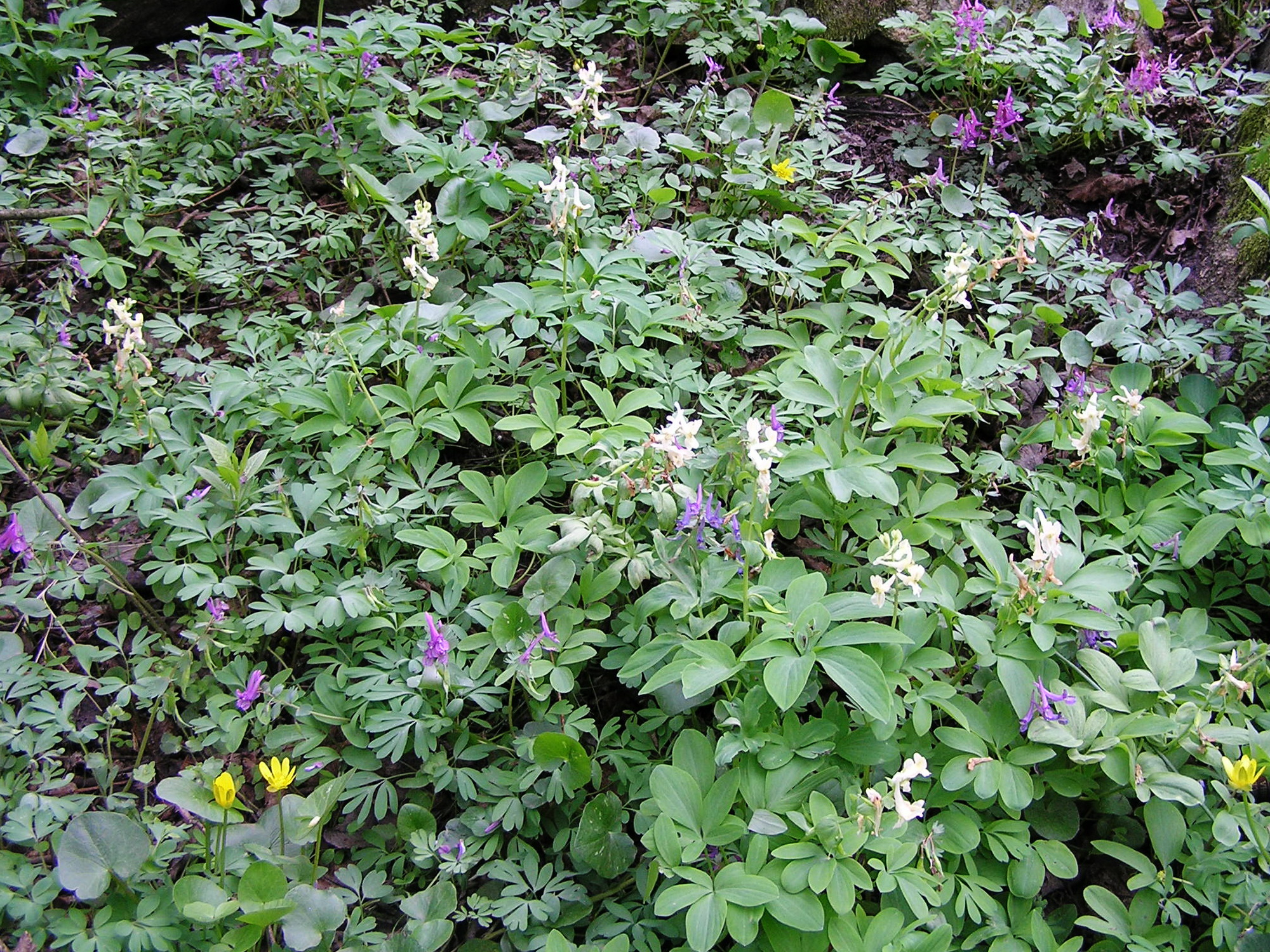

Запорізька область. Острів Хортиця